# Luis Daniel Martínez
Luis Daniel Martínez (Monterrey, Nuevo León, México; 28 de septiembre de 1994) es un futbolista mexicano que juega como centrocampista en Chapulineros de Oaxaca de la Liga de Balompié Mexicano. 

## Trayectoria

### Tigres UANL
Lo debutó Ricardo Ferretti el día 29 de julio de 2014 durante la victoria de 4-0 ante el Altamira FC, por la Copa MX Apertura 2014. El 28 de septiembre de ese mismo año debutó en la Liga MX, en la victoria de 3-2 como visita en el Estadio Hidalgo ante los Tuzos del Pachuca. Fue subcampeón de la Copa Libertadores 2015 contra River Plate.

### FC Juárez
El 11 de junio de 2015, durante el Draft de Ascenso 2015, se anunció su llegada al FC Juárez.

### Tigres UANL
Regresa a los Tigres UANL para el Torneo Apertura 2016 por pedido de Ricardo Ferretti. luego fue campeón con el equipo. En la jornada 1 del Torneo Clausura 2017 contra Santos Laguna, luego de intentar recuperar un balón cerca de la línea final, su pierna derecha se trabó con el césped y su cuerpo giró sobre la rodilla, por lo que ahora sufre rotura de ligamento medial.

### Correcaminos UAT
El 1 de julio de 2018 se anuncia su fichaje al Club de Fútbol Correcaminos UAT actualmente en segunda división registrándose en posición principal como pivote (medio campo) y posición secundaria como defensa para la liga de Ascenso MX, Apertura 2018 - Clausura 2019 a cargo del Director Técnico Juan Carlos Chávez.

## Clubes
| Club             | País   | Año             |
| ---------------- | ------ | --------------- |
| Tigres UANL      | México | 2014 - 2015     |
| FC Juárez        | México | 2015 - 2016     |
| Tigres UANL      | México | 2016 - 2018     |
| Correcaminos UAT | México | 2018 - Presente |

## Palmarés

### Títulos nacionales
| Título               | Club        | País   | Año  |
| -------------------- | ----------- | ------ | ---- |
| Campeón de Campeones | Tigres UANL | México | 2016 |
| Liga MX              | Tigres UANL | México | 2016 |
| Campeón de Campeones | Tigres UANL | México | 2017 |
| Liga MX              | Tigres UANL | México | 2017 |